# Villa Quillinzo
Villa Quillinzo es una localidad situada en el departamento Calamuchita, provincia de Córdoba, Argentina.
Se encuentra ubicada en el centro-este departamental, a 155 km de la Ciudad de Córdoba y 30 km de la ciudad de Embalse.
Se encuentra enclavada muy cerca del embalse Río Tercero, por lo que su actividad económica predominante es el turismo.
La localidad surgió como un campamento de obreros empleados en las grandes obras energéticas de la zona. Cuando las construcciones terminaron, y los obreros regresaron a sus ciudades natales, la localidad se vio seriamente afectada. Pero su crecimiento es muy notorio con la construcción de una casa de descanso por mes con un futuro de progreso turístico.

## Población
Cuenta con 484 habitantes (Indec, 2022), lo que representa un incremento del 83% frente a los 82 habitantes (Indec, 2010) del censo anterior.
| Gráfica de evolución demográfica de Villa Quillinzo entre 1991 y 2022 |
|                                                                       |
| Fuente: Censos nacionales del INDEC                                   |

## Sismicidad
La sismicidad de la región de Córdoba es frecuente y de intensidad baja, y un silencio sísmico de terremotos medios a graves cada 30 años en áreas aleatorias. Sus últimas expresiones se produjeron:
- 22 de septiembre de 1908 (116 años), a las 17.00 UTC-3, con 6,5 Richter, escala de Mercalli VII; ubicación 30°30′0″S 64°30′0″O / -30.50000, -64.50000; profundidad: 100 km; produjo daños en Deán Funes, Cruz del Eje y Soto, provincia de Córdoba, y en el sur de las provincias de Santiago del Estero, La Rioja y Catamarca[3]

- 16 de enero de 1947 (78 años), a las 2.37 UTC-3, con una magnitud aproximadamente de 5,5 en la escala de Richter (terremoto de Córdoba de 1947)[2]

- 28 de marzo de 1955 (70 años), a las 6.20 UTC-3 con 6,9 Richter: además de la gravedad física del fenómeno se unió el desconocimiento absoluto de la población a estos eventos recurrentes (terremoto de Villa Giardino de 1955)

- 7 de septiembre de 2004 (20 años), a las 8.53 UTC-3 con 4,1 Richter

- 25 de diciembre de 2009 (15 años), a las 21.42 UTC-3 con 4,0 Richter